# Arenarba destitutana
Arenarba destitutana är en fjärilsart som beskrevs av Embrik Strand 1917. Arenarba destitutana ingår i släktet Arenarba och familjen nattflyn. Inga underarter finns listade i Catalogue of Life.